# لارس کریستنسن
لارس کریستنسن (انگلیسی: Lars Christensen; ۶ آوریل ۱۸۸۴ – ۱۰ دسامبر ۱۹۶۴) گردشگر، سیاستمدار، و خیر نیکوکار اهل نروژ بود.